# Muzeum připomínky obětí politických represí v Mongolsku

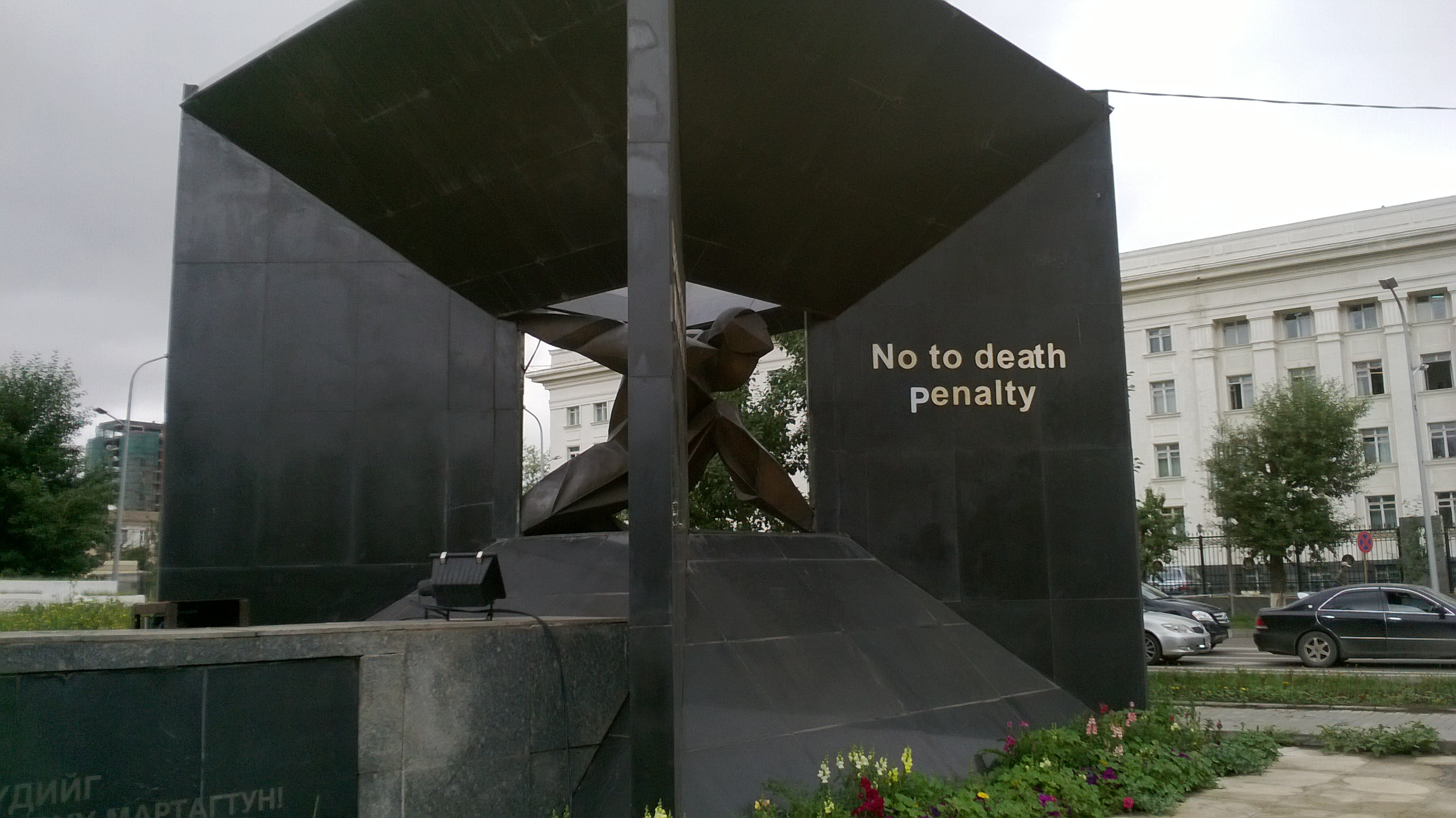
Pomník obětí stalinských čistek z let 1937–1939 v Ulánbátaru, boční pohled

Muzeum připomínky obětí politických represí v Mongolsku bylo otevřeno v roce 1996 z iniciativy dcery Pelžidína Gendena – předsedy vlády Mongolské lidové republiky v letech 1932-1936. Genden zabránil represím proti buddhistickým duchovním, které po něm požadoval Stalin, za což byl v roce 1937 odvolán z funkce a zastřelen NKVD. Muzeum sídlilo v tradičním dřevěném domě, který patřil zavražděnému politikovi a v ulici po něm pojmenované. V Ulánbátaru byl instalován pomník, připomínající stalinistické čistky v Mongolsku ve 30. letech 20. století. 

## Muzeum
Muzeum představuje osobní věci popravených, fotografie, archivní dokumenty a seznamy 20 000 osob zastřelených v letech 1937-1939. V jednom ze sálů muzea jsou shromážděny jako svědectví tehdejších zločinů lebky zastřelených lidí s dírami po kulkách v čelní kosti. Expozice muzea není dostupná na internetu s výjimkou jediné fotografie. Proto byl článek sestaven z jiných zdrojů.
Roku 2019 byl se svolením vnuka a ředitele Nadace Peldžidína Gendena dům zbourán s plánem zřídit nové muzeum v 1-4 poschodí 22-podlažního domu, který se na pozemku buduje.

## Historie komunistického útlaku v Mongolsku

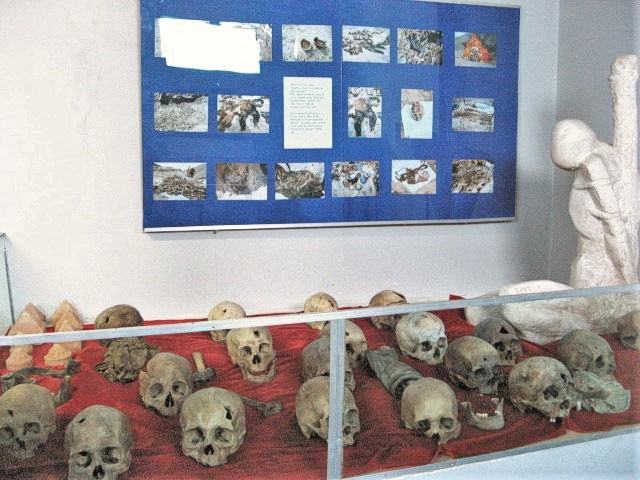
Lebky nalezené v masových hrobech, expozice Muzea připomínky obětí politických represí v Mongolsku

Současné Mongolsko, které přibližně odpovídá tzv. Vnějšímu Mongolsku z doby, kdy ho ovládala čínská dynastie Čching (1636-1912), získalo poprvé nezávislost v letech 1911-1918 s podporou Ruska. Po opětovném obsazení Čínou roku 1919 je osvobodily roku 1921 bělogvardějské jednotky barona Ungerna von Sternberg a po jejich porážce Rudou armádou bylo nezávislé Mongolsko definitivně vyhlášeno 11. července 1921. Moci se chopila marxisticko-leninská Mongolská lidová revoluční strana (MLRS), která začala budovat socialistický stát. Roku 1924 byla za podpory Sovětského svazu vytvořena Mongolská lidová republika, která zůstala pod vlivem SSSR po dalších sedmdesát let. 
V roce 1928 se mongolská politika obrátila prudce doleva a začala se hlásit ke komunistické ideologii. Byla násilně kolektivizována stáda dobytka kočovných pastevců, zakázán soukromý obchod a doprava a útočilo se na kláštery a šlechtu. Vzhledem k tomu, že kolektivizace stád dobytka, státem řízený obchod a doprava nemohly fungovat, mongolská ekonomika se zhroutila – více než sedm milionů kusů dobytka uhynulo, což vedlo v roce 1932 k rozsáhlým ozbrojeným nepokojům. Povstání bylo potlačeno v říjnu po zapojení mongolské a sovětské armády, tanků a letadel. Podle sovětských dokumentů bylo zabito 8-10 000 lidí. Na příkaz z Moskvy byli z vedení MLRS odstraněni členové odpovědní za "levicovou úchylku". Útlak venkova dočasně polevil a kolektivizace venkovských hospodářství byla odložena do 50. let. V samotné MLRS vedly čistky na počátku 30. let k poklesu počtu členů z 42 000 v roce 1932 na 8 000 roku 1934.
První vlnu čistek zahájila v roce 1933 Lchümbeho aféra, vykonstruované spiknutí spojující stranického tajemníka Jambyna Lchümbeho s japonskými špionážními sítěmi. Celou kampaň organizovala ruská OGPU (NKVD) a Lchümbe byl vyslýchán v Sovětském svazu.  Čistkami prošlo více než 1 500 lidí, z nichž mnozí byli popraveni. Mezi oběti patřil i premiér Peldžidín Genden, který předtím podporoval liberalizací ekonomiky a dokázal vzdorovat Stalinovi při obhajobě buddhistických mnichů. V roce 1936 byl Genden odstaven od moci a popraven v Sovětském svazu. K moci se dostal Chorlogín Čojbalsan, věrný spojenec Josifa Stalina. Mongolská lidová republika byla před válkou jediným Sovětským satelitem a Stalin zde ve 30. letech do jisté míry vyzkoušel metody pozdější Velké čistky. Do Mongolska vyslal 30 000 vojáků a velkou delegaci pod vedením blízkého spolupracovníka Ježova, důstojníka NKVD Michaila Frinovského. Ten byl předtím odpovědný za čistky uvnitř NKVD a do Mongolska přivezl seznam jmen osob, které byly zatčeny a popraveny. Sestavil zde Komisi pro mimořádnou čistku podle vzoru proslulé troiky NKVD.
Za Čolbajsana v letech 1937 až 1939 začala druhá vlna čistek, při níž bylo oficiálně zatčeno 56 938 osob a 20 396 popraveno. Skutečný počet obětí se odhaduje od 35 000 (5 % celkové populace) až do 100 000. Více než 18 000 z nich byli lámové, což vedlo k faktickému zničení buddhistického duchovenstva.
Ještě v září 1937 žilo v mongolských klášterech 83 203 buddhistických mnichů, kteří tvořili více než deset procent tehdejší populace Mongolska (745 000). Po necelém roce jich v klášterech zůstalo 562, celkem 746 klášterů bylo zlikvidováno (do roku 1939 přetrvaly pouze dva), mniši byli násilně laicizováni odvedením do armády nebo odešli na venkov, 18 000 jich bylo popraveno. 65 vysoce postavených úředníků a intelektuálů bylo zatčeno a obviněno ze špionáže, mučeno a později popraveno. Čojbalsan byl často osobně přítomen mučení a výslechu svých bývalých soudruhů a dodal NKVD své vlastní seznamy jmen. Ve veřejném procesu bylo v říjnu 1937 souzeno 14 osob a 13 z nich, včetně premiéra a opata kláštera Manjusri, odsouzeno k smrti. V následujících 18 měsících bylo označeno za nepřátele státu, zatčeno a následně popraveno tisíce intelektuálů, úředníků a členů vlády, dále etničtí Burjatové a Kazaši. Popraveno bylo také 25 členů vedení strany, 187 důstojníků armády a 36 z 51 členů Ústřední komise. Čojbalsan zřídil podle vzoru NKVD pracovní tábory v Mongolsku a řada disidentů skončila v Sovětských táborech gulag.  V letech 1940 až 1955 byli ti, kteří se podíleli na dřívějších čistkách, sami očištěni. 
V roce 1952 se po smrti Čolbajsana do čela Mongolska dostal Jumdžágín Cedenbal, který se postupně zbavil všech politických rivalů a roku 1974 se stal prezidentem (Předsedou předsednictva Velkého lidového churalu). Vytvořil kult osobnosti stalinského typu trvající až do jeho odvolání roku 1984, ale ideologicky razil spíše umírněný socialismus. Jeho ženou byla Ruska Anastasia Filatova, která udržovala velmi přátelské vztahy s Leonidem Brežněvem. Během napjatých vztahů mezi SSSR a ČLR vypověděl počátkem 60. let Číňany z Mongolska a roku 1966 uzavřel smlouvu o přátelských vztazích s Brežněvem, která umožnila Sovětskému svazu umístit v Mongolsku svá vojska. V 60. a 70. letech byl zastáncem připojení Mongolska k SSSR, ale během schůzky s Brežněvem na Krymu svůj názor změnil. Po jeho odvolání byl krátce ve vedení státu Nyamyn Jagvaral a po něm až do přechodu k demokracii Jambyn Batmönkh. Ten roku 1990 odmítl podepsat příkaz k násilnému potlačení protestů a zasloužil se o pokojné předání moci.
Mongolský disent tvořili mj. studenti. Sandžásürengín Dzorig, vnuk etnografa A. D. Simukova, popraveného ve stalinských čistkách, založil roku 1988 studentskou skupinu zaměřenou na šíření demokracie v Mongolsku  "New Generation". Roku 1990 byl zvolen do Velkého Churalu, roku 1998 se stal ministrem infrastruktury a po vládní krizi měl být 5. října 1998 jmenován premiérem. Tři dny předtím byl za nejasných okolností zavražděn a jeho vražda nebyla objasněna.

#### Oběti a jejich vrahové

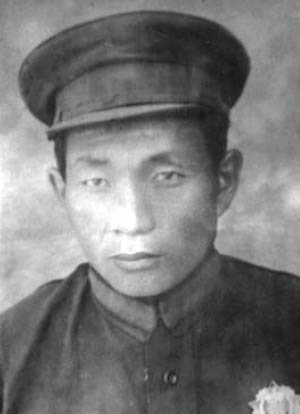
Jambyn Lchümbe, popraven 1934
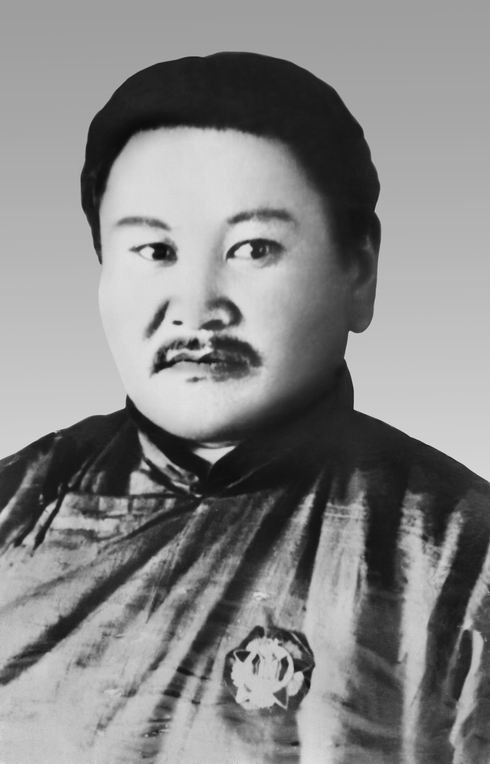
Peldžidín Genden, popraven v Moskvě 1937
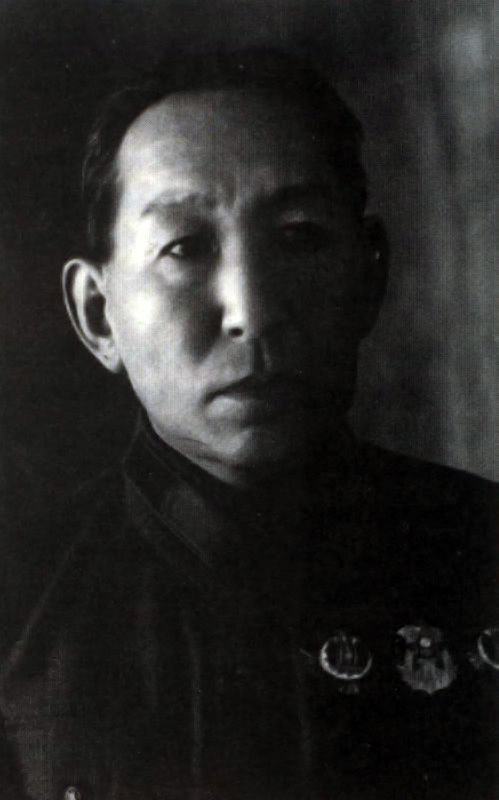
Darijavyn Losol, zemřel v moskevském vězení Butyrka 1940
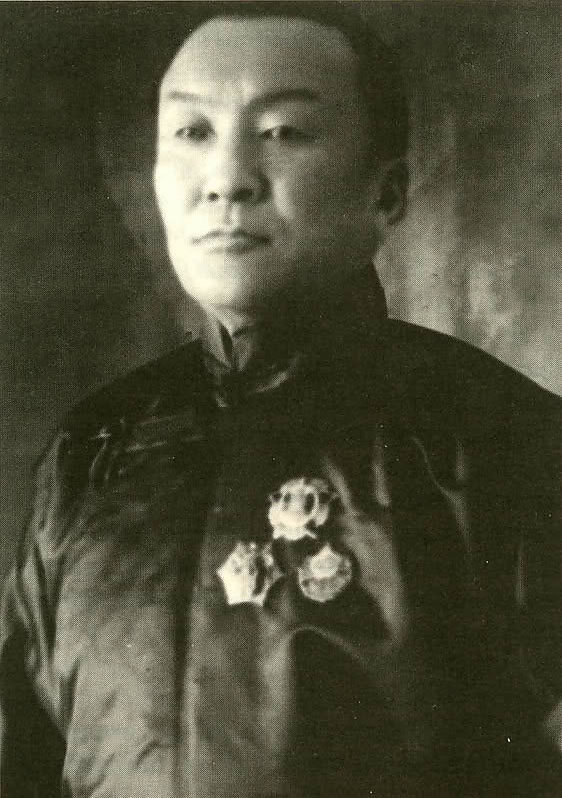
Dansranbilegiin Dogsom, popraven v Moskvě 1941
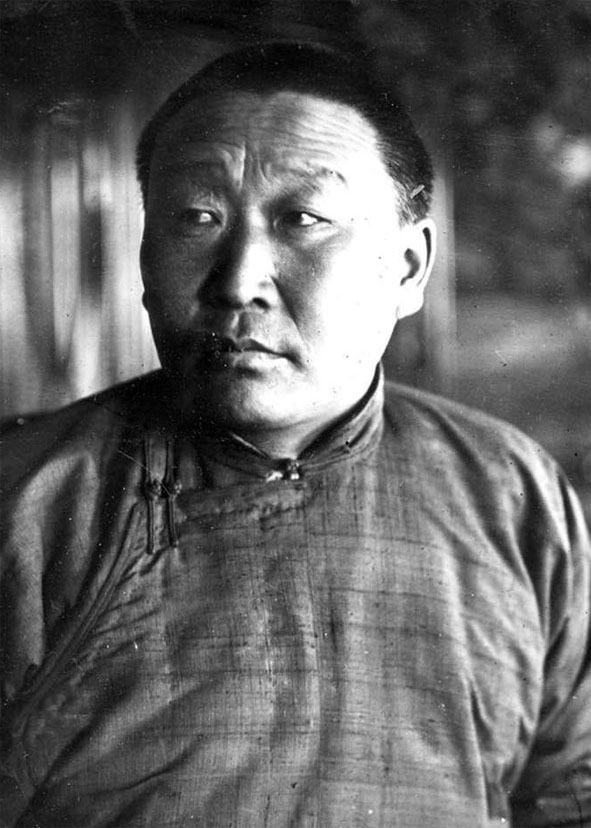
Anandyn Amar, popraven v Moskvě 1941
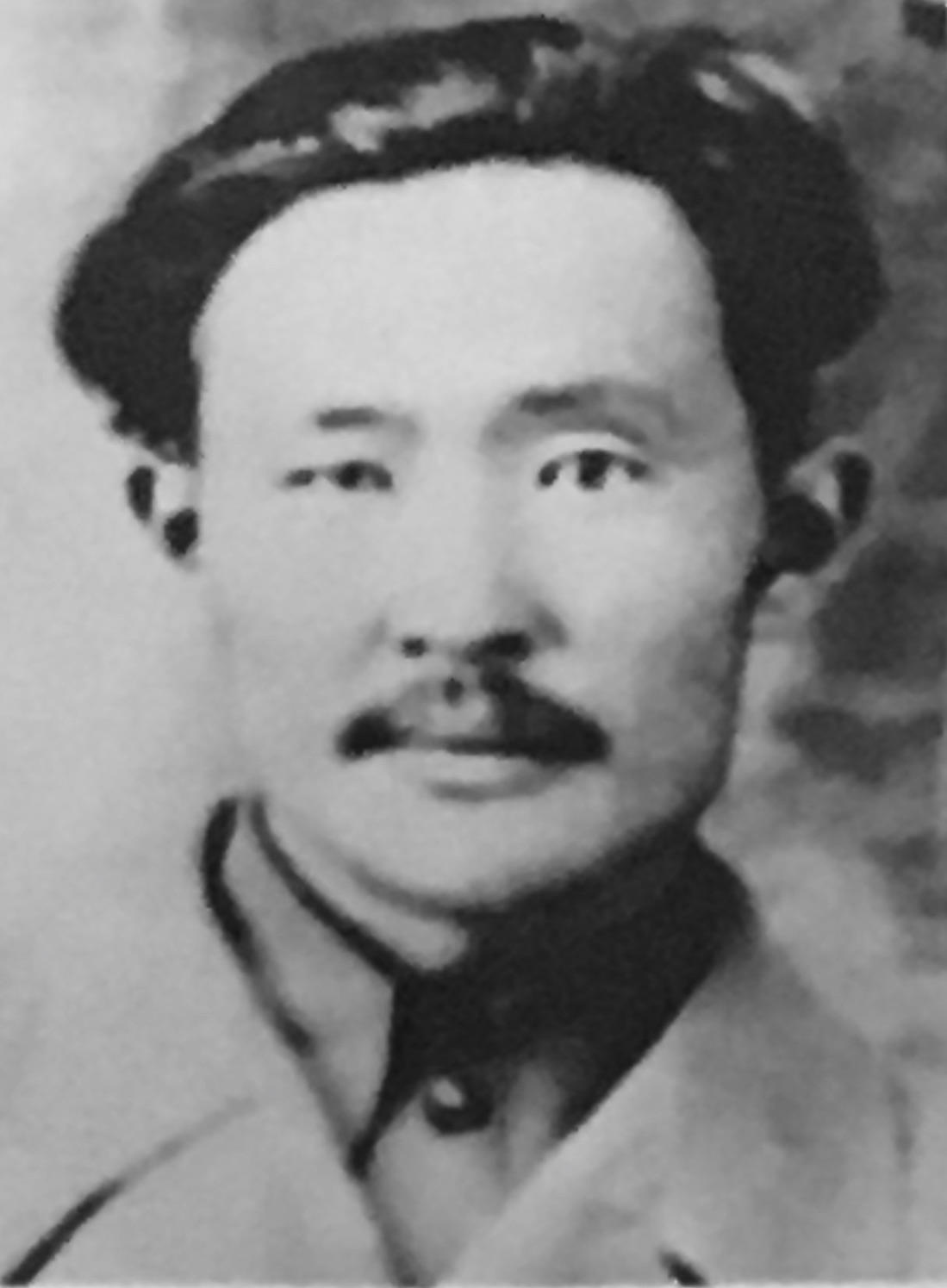
Dorjjavyn Luvsansharav, odpovědný za čistky roku 1937, nakonec zatčen a popraven v Moskvě 1941
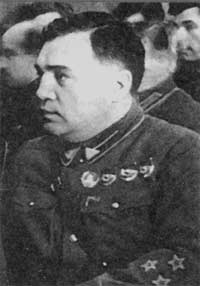
M.P. Frinovskij, náčelník NKVD
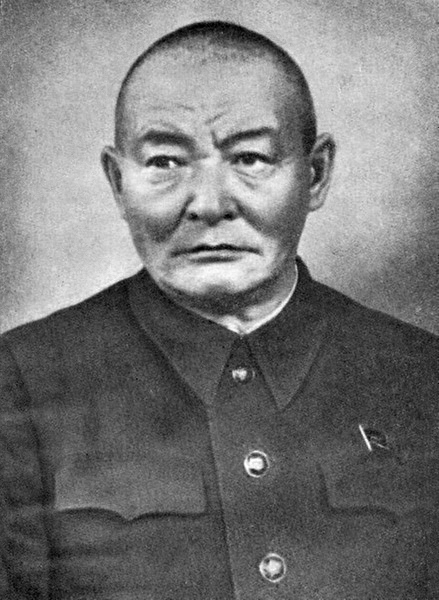
Chorlogín Čojbalsan

### Konec komunistického režimu v Mongolsku
Mongolská revoluce roku 1990 proběhla pokojně a dala vznik demokratickému systému více stran. Začala projevem studenta Tsakhiagiina Elbegdorje 28. listopadu 1989 na druhém národním kongresu mladých umělců, který se odvolával na "perestrojku" a "glasnosť". Pokračovala studentskou iniciativou, která svolala první pokojnou demonstraci 10. prosince 1989 před Kulturním centrem mládeže v Ulánbátaru. 14. ledna 1990 se protestující, jejichž počet vzrostl ze tří set na přibližně tisíc, sešli na náměstí před Leninovým muzeem v Ulánbátaru, které bylo později pojmenováno jako Náměstí svobody. V březnu 1990 proběhly demonstrace i v dalších místech a v Ulánbátaru demonstrovalo více než 100 000 lidí požadujících demokratické změny. Jambyn Batmönkh, předseda politbyra ústředního výboru MLRS, se 9. března 1990 rozhodl rozpustit politbyro a odstoupit.
V Mongolsku chybí organizace, která by zkoumala zločiny komunismu a nezabývá se jimi ani žádná složka policie. Masové hroby obětí čistek jsou nalézány spíše náhodně během stavebních prací. O rozvoj demokratické společnosti usiluje nevládní organizace Sant Maral Foundation.